# Carlo Ceriotti
Carlo Ceriotti (Busto Arsizio, 7 agosto 1928) è un ex calciatore italiano, di ruolo centrocampista.

## Carriera
Giocò per 3 stagioni in Serie A con la Pro Patria.